# حراك الجيل الجديد
حركة الجيل الجديد أو نواي نوي (بالكردية: جوڵانه‌وه‌ی نه‌وه‌ی نوێ) هو حزب سياسي كردي عراقي تم تشكيله لخوض الانتخابات العامة لعام 2018.
تضع الحركة نفسها كبديل للجماعات السياسية القائمة، وتدعو إلى الإصلاح السياسي والشفافية ومعالجة القضايا الاقتصادية والاجتماعية. وتتضمن أجندتها التركيز على مكافحة الفساد والتحرر الاقتصادي والتسامح الاجتماعي. وتدافع الحركة عن حقوق المرأة وتشجع مشاركتها في كل من الأعمال والتعليم.